# Hîncești
Hîncești – miasto w centralnej Mołdawii; około 13 000 mieszkańców (2006). Miasto jest stolicą rejonu Hîncești, położone nad rzeką Cogîlnic 33 km na południowy wschód od stolicy kraju Kiszyniowa.
Od 1965 do 1990 nosiło nazwę Cotovschi od nazwiska Grigorija Kotowskiego.
Miasto partnerskie Tomaszowa Mazowieckiego.
W mieście znajduje się klub Petrocub Hîncești, który w sezonie 2023/2024 został mistrzem Mołdawii.